# Ökenhibiskussläktet
Ökenhibiskussläktet (Alyogyne) är ett växtsläkte familjen malvaväxter med fyra arter som förekommer i Australien. Arten ökenhibiskus (A. huegelii) odlas ibland som krukväxt i Sverige.
Släktet består av stjärnhåriga buskar. Blommorna sitter ensamma i bladvecken. Ytterfodret består av 4-10 småblad som är sammanväxta vid basen. Kronbladen är stora, varierande i färg och har vanligen en tydlig basfläck. Ståndarna sitter i ringar på könspelaren. Pistillen är ogrenad med femdelat märke. Frukten är en femrummig, uppsprickande kapsel, med vanligen ullhåriga frön.